# Tim Nießner
Tim Nießner (* 2002) ist ein deutscher Autor. Er engagiert sich für die Förderung von Bildung in Entwicklungsländern.

## Leben und Werk
Tim Nießner wuchs in Haan auf und besucht die Schule in Solingen, wo er 2021 sein Abitur ablegte.
Im Mai 2020 erschien sein Buch Die geheimen Tricks der 1,0er Schüler in der Münchner Verlagsgruppe. Inhaltlich gibt das Buch Tipps, mit denen Schüler bessere Noten in der Schule erreichen sollen. In der Recherche für das Buch kontaktierte Nießner über 2.200 Schulen und interviewte fast 100 Abiturienten mit einem Durchschnitt zwischen 0,69 und 1,0. Auch Social-Media-Influencer wie MrWissen2Go oder simpleclub konnte er für sein Buch gewinnen. Das Buch erhielt bundesweit mediale Aufmerksamkeit in Presse, Radio und Fernsehen und war mehrere Wochen in der Spiegel-Bestsellerliste vertreten.
Sein zweites Buch Der Zeugnisretter wurde im Februar 2021 veröffentlicht und hat ebenfalls die Verbesserung schulischer Noten zum Thema, wobei es sich speziell an unmotivierte und schlechte Schüler richtet. Es war als Spiegel-Bestseller in der 9. Kalenderwoche 2021 auf Platz 8.

## Engagement für die UNO-Flüchtlingshilfe
Nach Angaben der UNO-Flüchtlingshilfe spendete Nießner ihrem Bildungsförderungsprogramm in Flüchtlingslagern „Educate a Child“ 25 % der Einnahmen aus seinem ersten Buch. Außerdem engagiert er sich in einem Blogartikel der UNO-Flüchtlingshilfe für die Förderung von Bildung für Flüchtlingskinder und fordert andere Autoren auf, etwas von ihrem Gewinn zu spenden.